# Втрати силових структур внаслідок російського вторгнення в Україну (січень 2025)

## Список загиблих за січень 2025 року

### 1 січня
- Дячок Дмитро Андрійович — солдат, 80 ОДШБр. 1998 р.н., м. Буськ. Загинув поблизу села Заолешенка Курської області.[1]
- Самотєєв Юрій — солдат, стрілець. 52 роки. Загинув на Запоріжжі.[2]
- Громоклицький Ігор — 155 ОМБр. 12.10.1976, м. Донецьк.[3]
- Охріменко Іван — родом з Полтавщини.[4]
- Андрейців Федір — 08.01.1985 р.н., с. Жабче. Загинув на Харківщині.[5]
- Гнатенко Олександр — ДПСУ. Загинув в селі Зелений Гай на Харківщині.[6]
- Ситник Сергій Володимирович — 155 ОМБр. 02.11.1979 р.н.. Загинув на Донеччині.[7]
- Гужва Володимир — 03.12.1975 р.н., с. Зайці. Загинув на Донеччині.[8]
- Пістун Назарій — в/ч А0998. 36 років, м. Соснівка. Загинув поблизу Часового Яру Донецької області.[9]
- Хмелярчук Руслан («Kherson») — 81 ОАеМБр. 12 червня 1998, м. Херсон[10]
- Олексієнко Артем Андрійович — головний сержант, командир інженерно-саперного відділення, 82 ОДШБр. м. Христинівка. Загинув в районі с. Бондарівка, Суджанського району.[11]
- Бурлака Михайло Васильович — солдат, сапер, 3-й батальйон 82 ОДШБр. 16 вересня 1983, м. Умань. Загинув в районі с. Бондарівка, Суджанського району.[12]

### 2 січня
- Лаврик Степан — 82 ОДШБр. 31 жовтня 1993, с. Верхня. Поранений 5 жовтня 2023 року на Запорізькому напрямку, помер у госпіталі у Львові.[13]
- Запоточний Інокентій — загинув під час виконання бойового завдання.[14]
- Наконечний Андрій — лейтенант. 28 років, Дніпродзержинськ. Загинув поблизу Суджі Курської області.[15][16]
- Гітін Андрій.[17]
- Волошин Сергій — 07.03.1965 р.н..[17]

### 3 січня
- Лелет Ілля Іванович — 5 серпня 1967, с. Город Косівського району.[18]
- Нощенко Дмитро Валерійович — головний сержант. Помер у Броварах.[19][20]
- Костюк Максим Юрійович — солдат. 24 роки. Загинув в районі села Западне Харківської області.[21]
- Колодчак Володимир — в/ч А1619. м. Стебник. Загинув над Донеччині внаслідок атаки FPV-дрона.[6]
- Дубовцев Ігор Анатолійович — солдат. 01.10.1985 р.н., м. Кременчук. Загинув в районі села Юнаківка Сумської області.[22]
- Коваленко Олександр — 29.11.1982 р.н.. Загинув в районі села Юнаківка Сумської області.[23]
- Петухов Олександр Іванович — старший сержант, 1 БрОП. м. Черкаси. Загинув від атаки FPV-дрону.[24]
- Курочка Євген Олександрович («Краз») — командир відділення 3 ОШБр. 9 липня 2002, с. Боровківка Верхньодніпровського району.[16]

### 4 січня
- Баглай Володимир Ярославович — 1971 р.н., с. Галичани. Помер на Донеччині.[25]
- Бурдов Сергій — 21.12.1991 р.н.. Помер в Дніпропетровській області внаслідок серцевого нападу.[26]
- Лукинчук Михайло Васильович — 3 квітня 2003, с. Турка Коломийського району. Загинув поблизу села Новоєлизаветівка Покровського району від артобстрілу.[27]
- Самойленко Артем Костянтинович — 136-й батальйон, 114 ОБрТрО. 13 вересня 2000, Делятин. Загинув в с. Петропавлівка Харківській області.[28]
- Бєляєв Василь Володимирович — солдат. 10.07.1976 р.н.. Загинув на Курщині.[29]
- Кузьменко Андрій Олександрович — офіцер, 35 ОБрМП. 3 липня 1991, м. Київ.[30][31][32][33]
- Аксьоненко Олег («Дубок») — командир роти, 115 ОБрТрО. м. Коростень. Загинув в Харківській області.[34][35]
- Поврозник Володимир — 67 ОМБр. 22.04.1997, м. Львів.[36]
- Нікітчук Сергій Леонідович («Снайпер») — 47 ОМБр «Маґура». 18 вересня 1980, м. Сарни. Загинув в Курській області.[37]
- Словік Віталій — старший сержант, НПУ. 27.12.1994, м. Львів.[38]
- Павленко Олександр Андрійович — гранатометник. 1983, с. Лука, Київська область.[39]
- Пазюк Ігор — 128 ОГШБр. 37 років, м. Здолбунів.[40]
- Сокур Михайло — 1990, Ланчинська громада. Загинув в с. Тихе Чугуївського району на Харківщині.[41]
- Маліборський Володимир Богданович — розвідник-радіотелефоніст. 1973, с. Верхня. Загинув в Харківській області.[42]
- Боднаренко Юрій — 10 листопада 1986, м. Василівка, Запорізька область. Виконував бойові завдання на Харківщині, Херсонщині, Донеччині та Курщині.[16]
- Семиліт Олег — командир відділення 3 ОШБр. 7 червня 1980, м. Дніпро. Загинув поблизу населеного пункту Новоєгорівка на Луганщині.[16]
- Аніщенко Антон — старший солдат. 02.04.1992 р.н., с. Тупичів. Загинув на Харківщині.[43]
- Цюрко Володимир Романович — розвідник-сапер. 9 березня 1999, с. Мошківці. Загинув поблизу Замостя Суджанського району Курської області.[44]

### 5 січня
- Денис Олег — 1-й батальйон, 92 ОШБр. 24.07.1989 р.н., с. Велика Кам'янка. Помер в лікарні від поранень.[45]
- Динь Богдан Євгенійович — 2001 р.н.. Загинув на Харківщині.[46]
- Протасов Михайло — 55 років. Помер у шпиталі.[47]
- Копилець Павло Петрович — 07.07.1992 р.н., с. Рудники. Загинув на Донеччині.[48]
- Удовицький Павло Іванович  — 9 лютого 1987. Загинув в районі міста Часів Яр Бахмутського району Донецької області.[49]
- Маклахлан Джордан — 26 років, Арднамурчан, Шотландія.[50]
- Гуторка Сергій Олександрович — водій, ДШВ. 06.08.1999 р.н., с. Юрівка. Загинув поблизу села Нова Сорочина Курської області.[51]
- Охріменко Вадим Григорович («Покемон») — сержант, Омега, НГУ. 20 квітня 1995, с. Золотухи. Загинув в Луганській області.[52][53]
- Торгачов Дмитро — солдат. 19 років. Загинув внаслідок атаки дрону.[54]
- Лесьняк Василь — 2 ОБр, в/ч 3002. 13.01.1997, м. Львів.[55]
- Золоторубов Олександр — 108 ОМБ «Вовки Да Вінчі», 59 ОМПБр. 8.12.1996, м. Львів.[56]
- Сухомлин Сергій — 01.02.1981 р.н., с. Талалаївка.[8]
- Ільчишин Андрій — в/ч А7400. с. Поториця. Загинув в районі села Бердин Курської області.[57]
- Рошка Едуард — 17 ОВМБр. м. Кривий Ріг. Загинув в Черкаському Порічному на Курщині.[58]

### 6 січня
- Раков Володимир Миколайович — 24.11.1994, м. Євпаторія.[59][60]
- Рябов Денис Валентинович — 04.12.1982 р.н., м. Гадяч.[61]
- Ковальський Володимир Анатолійович — м. Балаклія. Загинув на Запоріжжі.[62]
- Тибель Андрій — 10 ОГШБр. 56 років, м. Миколаїв.[63]
- Гембік Сергій Олексійович — 1994, с. Велика Глуша.[64][65]
- Лакус Микола — 225 ОШБ. Загинув на Курщині.[66]
- Тиблевич Сергій — старший солдат. 2002 р.н., с. Дібрівка. Загинув на Курщині.[67]
- Хільченко Денис — солдат. 1982, м. Дружківка.[68]
- Сімоненко Сергій — солдат. 51 рік, м. Кам'янське. Загинув в бою поблизу населеного пункту Мала Локня.[16]
- Гриневич Михайло Анатолійович — солдат. 22.11.1991 р.н., с. Ремчиці. Загинув в районі н.п. Миколаєво-Дарїно Курської області.[69]
- Пушкарьов Антон Євгенович — 23.9.1988, Свердловська область. Загинув під час виконання бойового завдання.[70]
- Кучер Максим Леонідович — 1991 р.н., Васильків. Загинув у боях на Курщині.[71]

### 7 січня
- Антоненко Олександр — майор поліції, полк «Сафарі», ШБр «Лють». 17.03.1979 р.н., с. Феневичі. Загинув в районі Торецька Донецької області.[72]
- Анопко Микола — солдат. 01.09.1984 р.н., м. Ківерці. Загинув в районі села Лисівка Донецької області.[73]
- Малиш Владислав — солдат, ДССТ. 28.10.1994 р.н.. Загинув внаслідок артилерійського обстрілу.[8]
- Головчун Андрій — 49 років, с. Ватинець. Загинув на Донеччині.[74]
- Козяк Володимир — 52 роки, с. Загір'я. Загинув на Донеччині.[75]
- Пинзар Олександр Вікторович — 21.11.1991, с. Іванівка Кіровоградської області. Отримав поранення в районі села 'Пазіївка на Харківщині. Помер після тривалого лікування.[76]
- Соловйов Дмитро — 24 роки, м. Павлоград. Загинув на Запорізькому напрямку.[16]

### 8 січня
- Єрмолов Артур — родом з Запорізької області. Загинув на Донеччині.[77]
- Верещук Василь Анатолійович — солдат. 1993 р.н.. Помер внаслідок поранень.[78]
- Мар'яш Ігор Олександрович — оператор відділення управління командира батареї артилерійської батареї аеромобільного батальйону. 1987 р.н., м. Переяслав. Загинув поблизу села Погребки внаслідок артилерійського обстрілу.[79]
- Григорчук Данило Іванович — 17.01.1999, с. Петровірівка Березівського району. Загинув в Харківській області.[80]
- Кучинський Валерій Вікторович — 7.3.1991, с. Яменець. Загинув в Донецькій області.[81][82]
- Ульмер Сергій — 09.01.1978 р.н., м. Рівне. Загинув на Донеччині.[83]
- Кунченко Даниїл («Аміго») 22 роки. Загинув на Харківщині.[84]
- Баля Руслан Антонович — гранатометник. 15.11.1979, с. Балівка Новосанжарського району Полтавської області. Загинув поблизу села Махнівка Суджанського району.[85]
- Лепушняну Іван — солдат. 45 років. Загинув поблизу села Погребки Курської області.[86]
- Козлов Сергій — старший солдат. 46 років. Загинув в районі села Новосілка на Донеччині.[87]
- Савчук Андрій — 37 років. Загинув на Донеччині.[88]
- Сеньків Тарас — 24 ОМБр. 33 роки, с. Мокротин. Загинув в селі Оріхово-Василівка Донецької області.[89]
- Павелко Ярослав — с. Зоротовичі. Загинув на Донеччині.[90]
- Зайченко Михайло («Заяц»)— оператор БПЛА, 124 ОБрТрО. 18 травня 1993, с. Любимівка, Херсонська область [91]

### 9 січня
- Лоуска Олександр — солдат. 57 років, м. Виноградів.[92]
- Фестрига Віталій — старший солдат, 5 ОВМБр. Загинув на Донеччині.[66]
- Юзько Володимир Васильович — головний сержант, командир відділення. 48 років, с. Аналоли. Загинув у Куп'янському районі Харківської області.[93][94]
- Перепечко Андрій — майор, заступник командира батальйону ОПБр. м. Івано-Франківськ. Загинув на Покровському напрямку.[95]
- Левандовський Степан — батальйон поліції «КОРД». 15.09.1987, м. Львів.[38]
- Пермяков Дмитро — 11 АК, в/ч А3369. 8.03.1976, м. Запоріжжя.[38]
- Качмар Станіслав — солдат, стрілець. 30 років, м. Стрий. Загинув на Харківщині.[9]
- Унгурян Павло — лейтенант, в/ч А7187. Загинув на Харківщині внаслідок атаки FPV-дрона.[96]
- Кисельов Артур — молодший інспектор прикордонної служби відділу прикордонної служби «Ужгород». 1984, м. Біла Церква. Загинув біля с. Запсілля Сумської області.[97]
- Поварчук Іван Валентинович — 1995, с. Велика Горбаша. Загинув в районі населеного пункту Зелений Гай, Ізюмського району Харківської області.[98]
- Синишин Олег — 80 ОДШБр. 9.07.1989, м. Львів. Загинув на Курщині.[99][100]
- Гаврищук Сергій — солдат, стрілець-санітар, 15 ОГШБр, 128 ОГШБр. 1986, с. Пробійнівка. Загинув в Запорізькій області.[101]
- Борзенков Валерій — 155 ОМБр. 52 роки, м. Городок. Загинув поблизу села Ясенове Донецької області.[102]
- Химерик Юрій — солдат, гранатометник. 14 серпня 1999, м. Фастів. Загинув на Донецькому напрямку під час мінометного обстрілу.[103]
- Черніков Віталій — в/ч А4945. м. Дрогобич. Загинув в районі Покровська Донецької області.[104]
- Гага Олександр — бойовий медик. 40 років. Загинув в Курчатовському районі Курської області.[16]
- Бражник Антон — старший лейтенант поліції. 29 років, м. Зеленодольськ. Загинув в місті Торецьк.[16]
- Мендак Олег — номер обслуги мінометного відділення, 95 ОДШБр. м. Самбір.[105]

### 10 січня
- Шишлаков Олександр — в/ч А2582, 82 ОДШБр. 12.05.1991 р.н., с. Кути. Помер в Коломийській лікарні.[106]
- Єфімчук Ігор Адамович — кулеметник. 1974 р.н., с. Серхів. Загинув на Запоріжжі.[107]
- Міненко Дмитрій — с. Велика Виска.[108]
- Ганжа Дмитро Павлович — молодший сержант 125 ОБрТрО. м. Львів. Загинув на Запорізькому напрямку.[109][110]
- Хас Роман — стрілець-снайпер. в/ч А0281, 95 ОДШБр. Загинув поблизу села Орлівка Курської області.[9]
- Брунька Йосип — в/ч А5001. 33 роки, с. Колтів. Загинув поблизу села Шевченко Донецької області.[9][111]
- Пісецький Владислав — 21 рік. Загинув на Донеччині.[9]
- Попко Сергій Дмитрович — 23 роки, с. Великий Говилів. Загинув на Покровському напрямку.[112]
- Ганжа Дмитро («Папай») — 125 ОБрТрО. 10.02.1979, м. Краматорськ.[113]
- Попадюк Андрій — стрілець-номер обслуги ДШВ, 1990.[114]
- Пархоменко Вадим Анатолійович — молодший сержант. 20.02.1981. Похований на Алеї героїв на кладовищі у селі Чукалівка.[115]
- Опришко Іван — 40 років, с. Завадів. Загинув на Курщині.[102]
- Пономаренко Василь — 49 років. Помер від отриманого поранення поблизу населених пунктів Залізне та Нью-Йорк Бахмутського району.[16]
- Павлусів Михайло — Був навідником мотопіхотного батальйону в.ч. А4808, 141 ОПБр. 43 роки, с. Зубейки.[100]
- Лівий Мирослав — в/ч А2582. 48 років, с. Підгірці. Загинув поблизу Вовчанська на Харківщині.[116]
- Гнилосир Євген Олександрович («Котельва») — лейтенант, командир взводу 117 ОВМБр. 27.05.1998, м. Котельва. Загинув біля Роботиного [117][118][119]

### 11 січня
- Барнецький Назар Михайлович («Барні») — майор, начальник штабу 74 ОБ, 102 ОБрТрО. 4.11.1993. Загинув на Запоріжжі внаслідок мінометного обстрілу в селі Малинівка [120][121]
- Вовченко Володимир — с. Оникієве.[108]
- Ганущак Руслан («Остап») — 92 ОШБр. 14 квітня 1970, м. Івано-Франківськ.[122][123][122][124][125]
- Корзін Богдан Вікторович — солдат. 16.01.1999 , с. Верблюжка. Загинув біля села Гуєво Суджанського району.[67][126]
- Сєров Віталій — солдат, в/ч А4267. 51 рік. Загинув на Донеччині внаслідок скиду вибухового пристрою з дрону.[127]
- Мацьків Володимир — 3 ОШБр. 16.11.1970, м. Львів.[113]
- Шевчук Валерій — м. Хмельницький.[128]
- Горін Дмитро — 41 рік, м. Кам'янське. Помер в лікарні в Києві, отримав поранення поблизу населеного пункту Дачне Дніпропетровської області.[129]
- Беднарчик Андрій — 67 ОМБр. 33 роки, м. Пустомити. Загинув в районі села Журавка Сумської області.[104]
- Єсипов Олександр — 51 рік, м. Марганець.[16]
- Качан Анатолій — 19.05.1978 р.н., с. Долинівка. Загинув в районі міста Лозова Харківської області.[130]
- Сушко Іван — солдат. 1988 р.н.. Загинув на східному напрямку.[131]

### 12 січня
- Коваль Михайло Олегович — комбат 55 ОСБ, 63 ОМБр. 1990 р.н.. Загинув в селищі Ямпіль Донецької області внаслідок попадання FPV-дрона в автомобіль.[132][133][134][135]
- Ковальський Володимир — начальник артилерії 55 ОСБ, 63 ОМБр.[134][135]
- Стащук Роман — водій 55 ОСБ, 63 ОМБр.[134][135]
- Лащук Андрій Анатолійович — старший солдат. 03.05.1984 р.н.. Загинув поблизу Торецька Донецької області.[136]
- Паращій Василь — стрілець-снайпер. 48 років, с. Великі Бірки.[137]
- Кузько Ігор Анатолійович — 151 ОБ ТрО. Помер внаслідок хвороби.[138]
- Греськів Роман — с. Солонське. Помер у відпустці.[9]
- Пільц Олександр — в/ч А0284. 36 років, с. Мала Вільшанка. Помер внаслідок нещасного випадку.[9]
- Симчук Андрій Вікторович — 1992 р.н.. Загинув в селі Горіхове Донецької області.[139]
- Малашевич Кирило — 80 ОДШБр. 6.05.1995, м. Світлодарськ.[140]
- Мартинюк Олексій — 31.03.1986 р.н., м. Острог.[83]
- Ляшок Володимир — стрілець-телефоніст, старший солдат. 42 роки, м. Самар.[16]
- Бондар Роман — 110 ОМБр. 10.11.1983, м. Львів.[141]
- Мішков Олег — 1993 р.н., с. Колотії. Загинув в районі Ямполівки на Донеччині.[70]
- Семенов Руслан Михайлович — солдат, стрілець-помічник гранатометника десантно-штурмового відділення. 1982 р.н., в районі села Козача Локня Суджанського району Курської області РФ.[142]

### 13 січня
- Богомазюк Сергій — солдат. 49 років, с. Озеро. Загинув в районі села Малинівка Запорізької області.[74]
- Сас Дмитро — командир відділення з ремонту автомобільної техніки. 26.9.1971. Помер після демобілізації.[143]
- Гелевич Олег — 1982 р.н., м. Нововолинськ. Загинув на Харківщині.[144]
- Митько Андрій Анатолійович — капрал поліції, ОШБр «Лють». 25 01.1991 р.н., с. Шолойки.[145]
- Саламаха Олександр Борисович — солдат. 1968, м. Снятин. Загинув в Курській області.[146]
- Ковальчук Олександр — 1970 р.н., с. Бабин. Помер внаслідок хвороби.[83]
- Онопрієнко Віталій Миколайович — 15 жовтня 1986, с. Теплівка.[147]
- Мужила Володимир — 155 ОМБр. 50 років, с. Зимна Вода. Загинув на Покровському напрямку.[105]
- Долгоненко Олексій — старший солдат. 23.03.1992 р.н., с. Добрянка. Загинув на Донеччині.[130]
- Нуцковський Роман — в/ч А4010, 5 ОШБр. 28 років, с. Волиця. Загинув поблизу села Ступочки Донецької області.[57]
- Гнатів Андрій — 14 ОМБр. 5.02.1988, м. Львів.[141]
- Борис Назарій — штурмова бригада «Лють». 29.05.1992, с. Зимна Вода, Львівської області.[148]
- Савчук Олександр — 24.12.2002 р.н..[149]
- Закірченко Олександр — 27 ОСБ. 5.04.1981, м. Львів.[150]
- Малинівський Михайло — в/ч А7013. с. Раневичі. Загинув на околиці села Новоданилівка на Запоріжжі.[151]
- Поліщук Тарас — в/ч А7400. 31 рік, с. Велике. Загинув поблизу села Свердліково Курської області.[152]

### 14 січня
- Кауров Микола Олегович — 35 років, Великоолександрівська громада, Бериславського район, Херсонська область. Помер в лікарні внаслідок поранень.[153][154]
- Русецький Віктор — 703 окрема бригада підтримки. м. Борислав. Загинув поблизу населеного пункту Котлинне Покровського району Донецької області.[155]
- Баб'юк Богдан — навідник десантно-штурмового відділення десантно-штурмової роти в.ч. А1910, 13 ОДШБ, 95 ОДШБр. м. Добротвір Шептицького району. Загинув поблизу населеного пункту Погребки Суджанського району Курської області.[155]
- Бакун Андрій — 26.09.2002 р.н., Володимирівка. Загинув в районі села Новопіль Донецької області.[130]
- Устінов Дмитро — ГУР МО. 22 роки, м. Броди. Загинув на Запоріжжі.[116]

### 15 січня
- Бубела Сергій Петрович — солдат, в/ч 5001, 155 ОМБр. 01.01.1988 р.н., с. Прип'ять. Загинув поблизу селища Удачне Донецької області.[156]
- Третяков Анатолій Іванович — навідник-оператор гірсько-штурмового батальйону. 29.01.1992 р.н., м. Путивль.[157]
- Синявський Денис Олександрович — старший солдат, 91 ОПП. 1995 р.н., м. Тростянець. Загинув на Дніпропетровщині.[158]
- Бойків Андрій Михайлович — старший стрілець. 22 листопада 1986, с. Пнів. Помер у госпіталі.[159][160]
- Борисюк Борис Олегович — молодший сержант. 25 років, селище Маневичі.[161][162]
- Фільков Євген — гранатометник десантно-штурмового відділення, 82 ОДШБр. 1.2.1989, м. Мирноград. Загинув в районі населеного пункту Колмаково Суджанського району.[68]
- Петровський Артем — м. Луцьк. Поранений в районі населеного пункту Керамік Донецької області, помер в лікарні в Луцьку.[163]
- Черняк Андрій — старший лейтенант. м. Луцьк. Загинув в районі населеного пункту Торецьк Донецької області.[163]
- Жембровський Андрій — солдат. 4 травня 1975, м. Кам'янське. Помер під час служби в селі Іллінівка на Донеччині.[16]
- Климчук Олег — стрілець відділення охорони взводу охорони 1 відділу Берегівського районного ТЦК. с. Ралівка Самбірського району.[155]
- Петровський Володимир — 125 ОБрТрО. с. Новоселівка, Кіровоградська область. Проживав в Яворові. Загинув на Харківщині.[155]
- Олійник Максим — 12.11.1994 р.н., с. Булахів. Загинув на Сумському напрямку.[164]
- Галун Василь — в/ч А3425. с. Загір'я. Загинув поблизу Курилівки Курської області.[151]
- Андрієць Дмитро — 26.11.1976 р.н.. Загинув на Донеччині.[70]
- Хрєнов Віталій Юрійович, 24.02.1989, солдат. Загинув в районі села Куриловка Суджанського району Курської області РФ.[142]

### 16 січня
- Сейтхалілієв Ділявер — родом з Криму.[165]
- Павець Ярослав Ігорович («Яра») — сержант поліції, зведена бригада «Хижак». 26.03.1993 р.н.. Загинув в районі села Диліївка Донецької області.[166][167]
- Яковлєв Сергій — старший сержант. 11.06.1975 р.н., с. Червоний Чабан. Загинув в Покровському районі на Донеччині.[130]
- Дешевий Олександр — солдат, механік-радіотелефоніст. 14.02.1969 р.н.[168]
- Клюєв Андрій — 05.06.1989 р.н., м. Київ.[164]
- Карюк Олексій — 01.02.1984 р.н., м. Полтава. Загинув на Донеччині.[70]

### 17 січня
- Зайцева Марія — снайперка, Інтернаціональний легіон. 16.01.2001 р.н.. Загинула на Донеччині.[169][170][171]
- Саєнко Євген — 5 жовтня 1984, м. Ніжин.[172]
- Чеславський Роман («Кант») — 21 ОМБр. 11.06.1975, м. Винники.[173]
- Кожан Сергій Петрович — механік-водій, в/ч А5001, 155 ОМБр. 10.7.1991, м. Долина. Загинув поблизу села Звірове Покровського району Донецької області.[174]
- Саулко Віталій («Піла») — 06.06.1987 р.н., м. Прилуки. Загинув під час виконання бойового завдання.[149]
- Юков Роман — 25.02.1991 р.н., м. Ніжин. Загинув на Донеччині внаслідок влучання ворожого боєприпасу в транспортний засіб.[43]
- Савич Остап — в/ч А7400. 1987 р.н., м. Перемешляни. Загинув поблизу села Свердліково Курської області.[175]
- Косогор Сергій Валерійович — 21.02.1981 р.н., солдат, оператор відділення радіоелектронної боротьби танкового батальйону. Помер в розташуванні медичної роти військової частини на Чернігівщині.[142]

### 18 січня
- Шовкопляс Михайло Васильович — старший солдат. 1987 р.н., с. Белелуя. Загинув на Донеччині.[176]
- Нечипоренко Віктор — 18.01.1981 р.н., с. Великі Сорочинці.[70]
- Клюшник Володимир — 1983 р.н., м. Полтава. Загинув на Донеччині.[70]
- Горобець Тарас Юрійович — 14.04.1968 р.н., м. Луцьк. Загинув в районі села Тополі Харківської області.[177]
- Тараненко Андрій — старший солдат. 07.07.1983 р.н., м. Полтава. Загинув на Донеччині.[178]
- Бурда Іван — солдат, інспектор прикордонної служби, водій групи мінометів відділення вогневої підтримки, 01.04.1986 р.н., м. Полтава. Загинув в Харківській області.[178]

### 19 січня
- Ячміньов Володимир Геннадійович — солдат. 1996 р.н., с. Сари. Загинув під час виконання бойового завдання.[179]
- Козянко Олександр — 01.04.1972 р.н.. Помер вдома внаслідок поранення.[149]
- Юськів Михайло — 155 ОМБр. 6.09.1985, м. Львів.[180]
- Осим Михайло — 3-тя батальйонно-тактична група, 82 ОДШБр. 18.09.1987, м. Львів.[180]
- Філіп Антосяк — 25 ОПДБр. 2006 р. н.[181]
- Медведєв Віктор — загинув на Курщині.[182]
- Стельмах Дмитро — інспектор прикордонної служби 2 категорії, оператор БПЛА. селище Нове Місто Добромильської громади Самбірського району. Загинув біля населеного пункту Григорівка Донецької області.[183]
- Базелюк Сергій Володимирович — молодший лейтенант, в/ч А4053. 05.09.1986 р.н., с. Коваленки. Загинув на Донеччині.[184]

### 20 січня
- Зосімов Руслан Борисович — старший солдат, сапер. 22.08.1999 р.н.. Загинув на Харківщині.[185]
- Яременко Ігор — 305 ОБ РЕБ. 36 років, м. Біла Церква.[186]
- Матійків Богдан — ДПСУ. 24.04.1967, с. Опорець, Львівська область.[150]
- Турочек Олександр Михайлович — гранатометник. 22.11.1976 р.н.. Загинув поблизу села Роздольне Донецької області.[187][188]
- Граньонкин Владислав — старший солдат, НГУ.12.05.2002 р.н..[189]
- Абрамович Богдан Вікторович — солдат. 1994 р.н., с. Люб'язь. Загинув на Донеччині.[190]
- Нечипор Дмитро — 141 ОМБр. 28 років, с. Велика Горожанна. Загинув на Дніпропетровщині.[175]
- Кузнєцов Микола — молодший сержант. 28.11.1984 р.н., м. Полтава. Загинув на Харківщині.[191]
- Ікавчук Володимир Миколайович — молодший сержант, 80 ОДШБр. Повний кавалер ордену За мужність
- Шерман Річард («Австрія») — солдат, інтернаціональний легіон. 7.1.1995, Вінер-Нойштадт, Австрія [192].
- Щербина Дмитро («Айтішник») — молодший сержант, оператор БПЛА, підрозділ ALASTOR, 25 ОПДБр. 2.12.1990, м. Бердичів. Загинув поблизу Покровська [193][194]

### 21 січня
- Єгоров Ярослав — солдат. 37 років, с. Бурімки. Загинув на Луганщині.[195]
- Лаптута Андрій — 33 ОСБ. 31 рік, м. Шептицький.[151]
- Шаповал Євген —солдат. 21.01.1985 р.н., м. Полтава. Загинув на Донеччині.[178]
- Корло Михайло — 33 ОМБр. 27.06.1973, м. Львів.[196]
- Бутим Василь — 155 ОМБр. 30 років, м. Борислав. Загинув на Донеччині.[197]
- Андрійців Олег — в/ч А5001. 39 років, м. Трускавець. Загинув на Донеччині.[198]

### 22 січня
- Ковальчук Владислав — штурмовий полк «RANGERS». 09.04.2002 р.н., м. Бердичів. Загинув на Донеччині.[199]
- Коротошин Василь — 24 ОМБр. 44 роки, м. Львів.[152]
- Притула Станіслав — 30.04.1984 р.н.[200][201]
- Шайдуров Денис — НПУ. 10.05.1982 р.н., м. Селидове. Загинув поблизу села Андріївка Волноваського району.[202]
- Семерда Олександр — Загинув на Донеччині.[203]
- Мар'єнко Володимир — 28.03.1999 р.н.. Загинув на Курщині.[178]
- Гусак Богдан — 30 років. Загинув на Харківщині.[204]
- Зотов Антон Олександрович — солдат штурмової бригади. Поранений, помер у Києві.[205]

### 23 січня
- Єфімчук Сергій Михайлович — 1977 р.н., с. Криничне. Загинув внаслідок артилерійського обстрілу на Харківщині.[206]
- Сербалюк Роман Григорович — 54 роки, с. Звиняче. Загинув на Харківщині.[207]
- Кравченко Сергій — штаб-сержант. Загинув під час виконання бойового завдання.[208]
- Волик Геннадій Григорович, солдат. Загинув в районі села Баранівка Покровського району Донецької області.[205]

### 24 січня
- Бірюков Валерій Миколайович — 09.03.1993 р.н.. Загинув на Донеччині.[209]
- Когут Віталій — в/ч А7154. 29 років, м. Шептицький. Помер під час відпустки.[210]
- Кручман Дмитро Григорович — 28.02.1998 р.н., с. Новополтавка.[211]
- Кльоцко Ярослав — 141 ОПБр. 45 років, м. Самбір. Загинув на Донеччині.[197]
- Нос Олександр Сергійович — солдат, стрілець-санітар спеціалізованого штурмового батальйону «Шквал». Загинув на північно-східному напрямку.[205]
- Якубів Роман — 71 ОЄБр. 31.03.2002, м. Львів.[212]

### 25 січня
- Кільдяков Юрій — 29 років, м. Стрий. Загинув у ДТП.[213]
- Стрілецький Михайло — 503 ОБМП. 17.10.2001 р.н., с. Братківці. Загинув поблизу селища Котлине на Донеччині.[214]
- Вакуліч Станіслав Васильович — сержант, НГУ. 24.02.2002 р.н.. Загинув на Донеччині.[215]

### 26 січня
- Солодуха Петро Васильович — солдат, в/ч 1008. 1975 р.н., с. Головне. Загинув поблизу села Першотравневе на Харківщині.[216]
- Лех Степан — майор. 31 рік, с. Клювинці. Загинув на Курщині.[217]
- Скавренюк Артур — солдат. 37 років. Загинув під час виконання бойового завдання.[218]
- Ганущак Володимир — 419 Окремий Батальйон Безпілотних Систем Hunters. 25.06.1978, м. Львів.[219]
- Довженко Павло — солдат. 25 років, с. Гражданівка. Загинув на Курщині.[220]
- Міцеля Вячеслав Дмитрович — солдат, старший оператор протитанкових ракетних комплексів механізованого батальйону. Загинув поблизу села Миколаївка Курської області.[205]

### 27 січня
- Чернігов Андрій Володимирович — старший солдат. 1994 р.н..[221]
- Кривенко Сергій Миколайович — солдат. 17.03.1995 р.н.. Помер на Харківщині.[222]
- Огоновський Олег — 77 ОАеМБр. 36 років, м. Львів.[223]

### 28 січня
- Дерунов Сергій Володимирович — молодший сержант. 27.10.1975 р.н.. Загинув на Харківщині.[224]
- Воробчук Сергій — солдат. 31 рік, с. Заріччя. Загинув на Харківщині.[225]
- Драч Юрій — с. Павлів. Загинув на Донеччині.[90]

### 29 січня
- Чус Микола — солдат. 20.01.1984 р.н., м. Луцьк. Загинув в районі села Катеринівка Донецької області.[226]
- Світлик Михайло Іванович — старший стрілець. 03.10.1993 р.н.. Помер під час лікування.[227]
- Яроцький Валентин — 1 ОБрТрО. 19.09.2000, с. Гусакове  Черкаської області. Загинув на Харківському напрямку поблизу міста Вовчанськ [228][229]
- Дутчак Олег — служив водієм відділення вогневої підтримки першого прикордонного загону. c. Раківчик. Загинув на Харківщині.[230]
- Дудник Юрій Васильович, молодший сержант. Загинув в районі села Звірове Покровського району Донецької області.[205]
- Черкаський Сергій Михайлович — військовослужбовець десантно-штурмових військ ЗСУ. Загинув в районі села Гуєво Суджанського району Курської області РФ.[205]
- Микульський Сергій Миколайович  — 31 січня 1987.[49]
- Ягасик Михайло — солдат, помічник кулеметника, 18-та Слов'янська бригада НГУ.18 травня 1990, с. Вікняни. Загинув на Донецькому напрямку.[231]
- Кухта Олександр Олександрович («Кухар») — 7.11.1985, с. Козакове Великомихайлівського району Одеської області. Загинув в районі с. Ступочки Краматорського району Донецької області [232].

### 30 січня
- Хомицький Олег Романович («Стамбул/Ураган») — старший лейтенант, 79 ОДШБр. 33 роки. Загинув на Донеччині.[233][234][235][223]
- Запорожець Владислав Олександрович — майор, 79 ОДШБр. 25 років, м. Суми. Загинув на Донеччині.[236][237]
- Табінський Андрій — 116 ОМБр. 36 років, м. Буськ. Помер в лікарні міста Дніпро.[223]
- Костик Ігор — 44 роки, с. Лешнів. Помер у медичному закладі.[223]
- Головацький Роман — 223 ЗРП. 40 років, с. Лішня. Загинув на Запоріжжі.[238]
- Герасін Денис Павлович — 16.09.1977 р.н., с. Шаповалівка. Загинув на Донеччині.[239]
- Фенько Петро Іванович, солдат. Загинув в районі села Запоріжжя Донецької області.[205]
- Хорун Роман Анатолійович — 21 лютого 1977.[49]
- Гаврилюк Павло — бригада АЗОВ НГУ. 22.06.2002. Загинув в с.Щербинівка біля Торецьку при відбиті штурму [240]

### 31 січня
- Хлистун Денис — старший лейтенант, полк поліції «Хижак-1». Загинув на Сумщині.[241][242]
- Резніченко Сергій — капітан, полк поліції «Хижак-1». Загинув на Сумщині.[241][242]
- Чернуха Віталій — полк поліції «Хижак-1». Загинув на Сумщині.[241]
- Савченко Сергій — 4 БрОП НГУ. 27.09.1980 р.н., м. Кіровоград. Загинув внаслідок атаки дрону.[242]
- Карпук Анатолій — 14 ОМБр. 55 років. Загинув на Харківщині.[87]
- Климчук Михайло — 24 ОМБр. 15.10.1979, 46 років, с-ще Лопатин. Загинув на Донеччині.[223][243]
- Грабовський Андрій — в/ч А2582. 27 років, с. Грушатичі. Загинув на Курщині.[197]
- Горпинченко Сергій Валерійович — штаб-сержант III категорії групи розвідки. Помер у Київській міській клінічній лікарні швидкої медичної допомоги.[205]
- Сикальчук Олександр Олексійович — військовослужбовець 5-го відділу Полтавського районного територіального центру комплектування та соціальної підтримки. Вбитий у Пирятині під час супроводу військовозобов'язаних громадян.[205]
- Шахман Олександр Юрійович — солдат механізованої бригади. Загинув в районі селище Котлине Покровського району Донецької області.[205]
- Багно Олександр Володимирович — молодший сержант, головний сержант взводу радіоелектронної боротьби. 6 грудня 1974.[49]